# خط طول 172° غرب
خط طول 172° غرب هو أحد خطوط الطول الجغرافية، والتي تمتد من القطب الشمالي الجغرافي إلى القطب الجنوبي الجغرافي، وحسب التحويل الزمني يتأخر خط طول 172° غرب عن خط غرينتش بـ11 ساعة و28 دقيقة.

## من القطب إلى القطب
ينطلق خط طول 172° غرب من القطب الشمالي نحو القطب الجنوبي مرورا بالمناطق التي ترد في الجدول التالي:
| الإحداثيات                           | البلد أو الإقليم أو البحر | ملاحظات |
| ------------------------------------ | ------------------------- | --- |
| 90°0′N 172°0′W / 90.000°N 172.000°W  | المحيط المتجمد الشمالي    | |
| 71°49′N 172°0′W / 71.817°N 172.000°W | بحر تشوكشي                | |
| 66°57′N 172°0′W / 66.950°N 172.000°W | روسيا                     | أوكروغ تشوكوتكا الذاتية — شبه جزيرة تشوكشي |
| 65°28′N 172°0′W / 65.467°N 172.000°W | بحر بيرنغ                 | مرورا بشرق جزيرة أراكامتشيتشين, أوكروغ تشوكوتكا الذاتية, روسيا (في 64°45′N 172°3′W / 64.750°N 172.050°W) · مرورا بشرق Cape Chaplino, أوكروغ تشوكوتكا الذاتية, روسيا (في 64°24′N 172°13′W / 64.400°N 172.217°W) · مرورا بغرب جزيرة سانت لورانس, ألاسكا, الولايات المتحدة (في 63°29′N 171°51′W / 63.483°N 171.850°W) · مرورا بشرق St. Matthew Island, ألاسكا, الولايات المتحدة (في 60°19′N 172°12′W / 60.317°N 172.200°W) · مرورا بشرق Seguam Island, ألاسكا, الولايات المتحدة (في 52°20′N 172°17′W / 52.333°N 172.283°W) |
| 52°22′N 172°0′W / 52.367°N 172.000°W | المحيط الهادئ             | مرورا بغرب the جزيرة Laysan, هاواي, الولايات المتحدة (في 25°46′N 171°43′W / 25.767°N 171.717°W) · مرورا بغرب Kanton Island, كيريباتي (في 2°46′S 171°43′W / 2.767°S 171.717°W) · مرورا بشرق Orona atoll, كيريباتي (في 4°30′S 172°8′W / 4.500°S 172.133°W) · مرورا بغرب نوكونونو atoll, توكيلاو (في 9°7′S 171°52′W / 9.117°S 171.867°W) · مرورا بشرق the جزيرة سافاي, ساموا (في 13°39′S 172°10′W / 13.650°S 172.167°W) |
| 13°49′S 172°0′W / 13.817°S 172.000°W | ساموا                     | جزيرة أوبولو |
| 13°55′S 172°0′W / 13.917°S 172.000°W | المحيط الهادئ             | |
| 60°0′S 172°0′W / 60.000°S 172.000°W  | المحيط الجنوبي            | |
| 78°28′S 172°0′W / 78.467°S 172.000°W | القارة القطبية الجنوبية   | منطقة روس, المطالب الإقليمية بالقارة القطبية الجنوبية by نيوزيلندا |